# تپه ارسطو
تپه ارسطو مربوط به دوران پیش از تاریخ ایران باستان است و در شهرستان شهریار، روستای ارسطو واقع شده و این اثر در تاریخ ۱۲ شهریور ۱۳۸۰ با شمارهٔ ثبت ۳۷۹۳ به‌عنوان یکی از آثار ملی ایران به ثبت رسیده است.